# Isabella Ochichiová
Isabella Bosibori Ochichiová (* 28. října 1979) je keňská běžkyně. Získala stříbrnou medailí ve finále na 5 000 metrů na letních olympijských hrách 2004 v Aténách v Řecku. Skončila časem 14:48,19, o 2,5 sekundy za vítězkou, Meseret Defarovou z Etiopie.